# Orobanche bovei
Orobanche bovei är en snyltrotsväxtart som beskrevs av Reuter. Orobanche bovei ingår i släktet snyltrötter, och familjen snyltrotsväxter. Inga underarter finns listade i Catalogue of Life.